# 口酥餅
口酥餅，原稱為「一口酥餅」、「一口酥」，為臺灣1950年代傳統的餅乾。

## 典故
二戰後，美軍援助台灣投入大量麵粉，1950年代臺灣人民零食種類不多，故將麵粉做成零嘴點心，亦為了迎合台灣人的口味而加入豬油，因此每一口都都充滿了麵粉及豬油的香氣。是台湾近代最为重要的美食之一。

## 製作方式
使用豬油、麵粉、雞蛋為原料，經壓模烘烤後即成型。

## 口感
味道像是不甜的桃酥，口感酥鬆，可以吃出麵粉及蛋經烘烤過的香氣。